# Кабадугу (держава)
Кабадугу (1815—1898) — держава в південній частині Західної Африки, що утворилася внаслідок занепаду держави Нафана. З 1860-х років протистояла Франції. З 1880 року опинилася в залежності від імперії Васулу. 1893 року зазнала поразки від французьких військ. 1898 року припинила існування.

## Історія
У XVIII ст. племена малінке прибули до долини річки Бауле. Згодом вони підпорядкувалися державі Нафана, яку заснували бамбара. Згодом відбувається ісламізація малінке, що мешкали в регіоні Саматигіла. На цьому ґрунті зростає невдоволення мусульман пануванням фаам-анімістів Нафани. Разом з тим вожді малінке бажали посилити свій вплив, де ключові позиції обіймали представники бамбара. 1815 року, скориставшись протистоянням Нафана племенам Торон, один з очільників малінке Вакаба Туре повстав. Внаслідок успішних дій війн спочатку зумів стати незалежним, а 1848 року захопив ворожу столицю Тійєфу, що зруйнував. Столицею Кабадугу стало місто Софадугу.
Після смерті Вакаба туре 1758 року його нащадки продовжували загарбницькі походи. Водночас збільшувалися податки та здирництво володарів держави. 1878 року проти панівної династії вибухнуло повстання, яке з великими труднощами вдалося приборкати. Але це істотно ослабило Кабадугу. В результаті 1880 року укладено союзний договір з імперією Васулу. Остання невдовзі стала домінувати над Кабадугу, але фаами останньої не втратили влади.
Спільно з Васулу 1888 року здійснювалися походи проти держави Конг, а з 1890 року — французьких колоніальних військ. 1893 року Васулу і Кабадугу зазнали поразки від останніх. Невдовзі французи зайняли Одієнне, де посадили залежного від себе фааму Морібу Туре. Спроба того повстати 1898 року завершилася поразкою. В результаті державу Кабадугу ліквідовано й перетворено на губернаторство у складі Французького Судану. 
Представники династії Туре зберігали офіційний титул фаами (французи називали їх королями) до 1934 року, проте не мали жодної влади.

## Устрій
На чолі стояв фаама (володар), що мав вищу політичну, військову та судову владу. він особисто призначав очільників провінцій (фаама-дін).

## Економіка
Основу становили землеробство і тваринництво. Останнє представлено у вигляді розведення великої рогатої худоби. Важливе значення мали грабіжницькі походи та работоргівля. Остання згодом стала переважати. За відомостями французьких мандрівників у 1880-х роках 75 % населення держави становили раби.